# Potenciales de Liénard-Wiechert
Los potenciales de Liénard-Wiechert describen campos electromagnéticos de una distribución de cargas en movimiento en términos del potencial vectorial y el potencial escalar. Obtenidas directamente de las ecuaciones de Maxwell, estos potenciales describen completamente y de forma relativista el campo electromagnético variable en el tiempo de una carga puntual en movimiento arbitrario pero sin considerar fenómenos mecano-cuánticos. Se puede obtener a partir de estos potenciales la radiación electromagnética en forma ondulatoria.
Estas expresiones fueron deducidas en parte por Alfred-Marie Liénard en 1898 e independientemente por Emil Wiechert en 1900 y continuadas a principios de los años 1900. Los potenciales de Liénard-Wiechert son la base de la electrodinámica clásica y pueden ser generalizados de acuerdo a la teoría gauge. Recientemente se ha publicado un nuevo estudio en el que se propone un método analítico directo para la obtención de la radiación electromagnética.

## Implicaciones
El estudio de la electrodinámica clásica fue el punto de partida de Einstein para la creación de la teoría de la relatividad. El análisis del movimiento y propagación de las ondas electromagnéticas permitió a la relatividad especial una descripción del espacio y el tiempo: La formulación de Liénard-Wiechert es un importante salto para un análisis más complejo del movimiento relativista de las partículas.
La descripción de Liénard–Wiechert funciona para toda distribución de cargas clásica, pero falla al entrar a un nivel cuántico. La mecánica cuántica impone un gran obstáculo a la capacidad de radiación de una partícula. La formulación clásica descrita por estas ecuaciones viola expresamente los fenómenos observados. Por ejemplo, un electrón en un átomo en su estado fundamental no puede emitir radiación. Si el electrón se encuentra en un estado excitado solo podrá emitir radiación a unas ciertas frecuencias. En las últimas décadas del siglo XX la electrodinámica cuántica ayudó a resolver estas deficiencias de la electrodinámica clásica.

## Límite universal de velocidades
La fuerza de una partícula en una posición dada r y un tiempo dado t depende de la posición del resto de las partículas en un tiempo anterior {\displaystyle t_{r}} debido a la velocidad finita de la luz a la que viaja la información electromagnética.Por ejemplo, una partícula en la Tierra 've' una partícula cargada en la Luna donde estuvo hace 1.5 segundos y una partícula cargada en el Sol donde estuvo hace 500 segundos. Este tiempo anterior donde ocurre el evento que la partícula en la posición r ve en un tiempo posterior t se denomina tiempo retardado tr. El tiempo retardado varía con la posición; por ejemplo el tiempo retardado en la Luna es 1.5 segundos anterior al tiempo normal y el tiempo retardado en el Sol es 500 segundos anterior. El tiempo retardado viene dado por:
{\displaystyle t_{r}=t-{\frac {\mathcal {R}}{c}},}
Donde R es la distancia a la partícula de la fuente del campo en tiempo retardado.

## Ecuaciones

### Definición de los potenciales de Liénard-Wiechert
Los Liénard-Wiechert {\displaystyle \Phi } y A, donde {\displaystyle \Phi } es el potencial escalar y A es el potencial vectorial, forma una representación potencial de los campos de una carga en movimiento de carga q tal que (en sistema cgs ):
{\displaystyle \Phi (\mathbf {x} ,t)=\left({\frac {q}{(R-{\boldsymbol {\beta }}\cdot \mathbf {R} )}}\right)_{\rm {ret}}}
y
{\displaystyle \mathbf {A} (\mathbf {x} ,t)=\left({\frac {q{\boldsymbol {\beta }}}{(R-{\boldsymbol {\beta }}\cdot \mathbf {R} )}}\right)_{\rm {ret}}}
donde {\displaystyle {\boldsymbol {\beta }}} es el vector velocidad de la carga multiplicada por un factor 1/c y {\displaystyle \mathbf {R} } es el vector posición de la carga. El 'ret' enfatiza que estamos considerando solo las soluciones retardadas.

### Valor correspondientes de los campos eléctrico y magnético
Se pueden calcular los campos eléctrico y magnético de los potenciales usando las definiciones:
{\displaystyle \mathbf {E} =-\nabla \Phi -{\dfrac {\partial \mathbf {A} }{\partial t}}}
{\displaystyle \mathbf {B} =\nabla \times \mathbf {A} }
Los cálculos son no triviales y requieren un cierto número de pasos. La ecuación para un campo eléctrico es:
{\displaystyle \mathbf {E} (\mathbf {x} ,t)=q\left({\frac {\mathbf {n} -{\boldsymbol {\beta }}}{\gamma ^{2}(1-{\boldsymbol {\beta }}\cdot \mathbf {n} )^{3}R^{2}}}\right)_{\rm {ret}}+{\frac {q}{c}}\left({\frac {\mathbf {n} \times [(\mathbf {n} -{\boldsymbol {\beta }})\times {\boldsymbol {\dot {\beta }}}]}{(1-{\boldsymbol {\beta }}\cdot \mathbf {n} )^{3}R}}\right)_{\rm {ret}}}
y
{\displaystyle \mathbf {B} =\mathbf {n} \times \mathbf {E} }
donde {\displaystyle \gamma } es el factor de Lorentz y {\displaystyle \mathbf {n} } es un vector unitario desde la posición retardada de la carga al observador.
El campo magnético puede obtenerse aplicando el rotacional.

## Derivación

### Soluciones del potencial retardado
La solución para los potenciales escalar y vectorial retardados son (en unidades cgs) de la ecuación de ondas inhomogénea.

{\displaystyle \varphi (\mathbf {r} ,t)=\int {{\delta \left(t'+{{\left|\mathbf {r} -\mathbf {r} '\right|} \over c}-t\right)} \over {\left|\mathbf {r} -\mathbf {r} '\right|}}\rho (\mathbf {r} ',t')d^{3}r'dt'}

y

{\displaystyle \mathbf {A} (\mathbf {r} ,t)=\int {{\delta \left(t'+{{\left|\mathbf {r} -\mathbf {r} '\right|} \over c}-t\right)} \over {\left|\mathbf {r} -\mathbf {r} '\right|}}{\mathbf {J} (\mathbf {r} ',t') \over c}d^{3}r'dt'}

donde
{\displaystyle {\delta \left(t'+{{\left|\mathbf {r} -\mathbf {r} '\right|} \over c}-t\right)}}, es la función delta de Dirac y las densidades de carga y corriente son:
{\displaystyle \mathbf {J} (\mathbf {r} ',t')=e\mathbf {v} _{0}(t')\delta \left(\mathbf {r} '-\mathbf {r} _{0}(t')\right)}, es la densidad de corriente de la distribución de cargas que crea el campo.
{\displaystyle \rho (\mathbf {r} ',t')=e\delta \left(\mathbf {r} '-\mathbf {r} _{0}(t')\right)}, es la densidad de carga eléctrica de la misma distribución.
Para una carga puntual que ocupa la posición {\displaystyle \mathbf {r} _{0}(t')} y viaja a una velocidad {\displaystyle \mathbf {v} _{0}(t')} las dos densidades anteriores son:
{\displaystyle \mathbf {J} (\mathbf {r} ',t')=e\mathbf {v} _{0}(t')\delta \left(\mathbf {r} '-\mathbf {r} _{0}(t')\right)}
{\displaystyle \rho (\mathbf {r} ',t')=e\delta \left(\mathbf {r} '-\mathbf {r} _{0}(t')\right)}

## Derivación del campo creado por cargas en movimiento
Para derivar el campo electromagnético creado por una partícula a partir de su potencial de Liénard-Wiechert hay que aplicar las fórmulas del campo en función del potencial: {\displaystyle \mathbf {E} =-{\tilde {\nabla }}\Phi -{\dfrac {\partial \mathbf {A} }{{\tilde {\partial }}t}}}  y  {\displaystyle \mathbf {B} ={\tilde {\nabla }}\times \mathbf {A} } teniendo en cuenta que los potenciales de L-W contienen variables que no son independientes entre sí, puesto que el vector R es el resultado de restar a la posición destino la posición inicio donde se encontraba la carga en el instante retardado y dicha posición cambiará si cambia el instante retardado, lo cual sucede si cambiamos el instante en que evaluamos el campo o si movemos su posición en la dirección radial.
Podemos reemplazar las variables espacio-temporales {\displaystyle {\tilde {\nabla }}} y {\displaystyle {\tilde {\partial }}t} por otras variables independientes de la siguiente manera:
{\displaystyle {\tilde {\nabla }}=\nabla +\left({\frac {\mathbf {R} |\beta |}{R-\mathbf {\beta } \cdot \mathbf {R} }}\right){\frac {\partial }{\partial {\hat {\beta }}}}+\left({\frac {\mathbf {R} }{R-\mathbf {\beta } \cdot \mathbf {R} }}\right){\frac {\partial }{\partial tr}}}
{\displaystyle {\frac {\partial }{{\tilde {\partial }}t}}=\left({\frac {R}{R-\mathbf {\beta } \cdot \mathbf {R} }}\right)({\frac {\partial }{\partial tr}}-|\beta |{\frac {\partial }{\partial {\hat {\beta }}}})}
Donde {\displaystyle {\frac {\partial }{\partial {\hat {\beta }}}}} representa la derivada en la dirección de la velocidad de la carga y {\displaystyle {\frac {\partial }{\partial tr}}} es la derivada temporal del instante retardado. Hay que tener en cuenta que una variación de posición en el origen es equivalente a una variación de posición en sentido opuesto en destino.
Las siguientes derivadas son útiles para la obtención del campo electromagnético:
{\displaystyle \nabla \left({\frac {1}{R-\mathbf {\beta } \cdot \mathbf {R} }}\right)=-{\frac {\mathbf {n} -\mathbf {\beta } }{\left(R-\mathbf {\beta } \cdot \mathbf {R} \right)^{2}}}}
{\displaystyle \beta {\frac {\partial }{\partial {\hat {\beta }}}}\left({\frac {1}{R-\mathbf {\beta } \cdot \mathbf {R} }}\right)=-{\frac {\beta \cdot \mathbf {n} -\beta ^{2}}{\left(R-\mathbf {\beta } \cdot \mathbf {R} \right)^{2}}}}
{\displaystyle {\frac {\partial }{\partial tr}}\left({\frac {1}{R-\mathbf {\beta } \cdot \mathbf {R} }}\right)={\frac {\mathbf {a} \cdot \mathbf {R} }{\left(R-\mathbf {\beta } \cdot \mathbf {R} \right)^{2}}}}
{\displaystyle {\frac {\partial }{\partial tr}}\left({\frac {\mathbf {\beta } }{R-\mathbf {\beta } \cdot \mathbf {R} }}\right)={\frac {\mathbf {a} }{R-\mathbf {\beta } \cdot \mathbf {R} }}+{\frac {\mathbf {a} \cdot \mathbf {R} }{\left(R-\mathbf {\beta } \cdot \mathbf {R} \right)^{2}}}}
Lo anterior nos lleva a los siguientes campos:
{\displaystyle \mathbf {E} =q\left({\frac {\mathbf {n} (1-\beta ^{2})-\mathbf {\beta } (1-\mathbf {\beta } \cdot \mathbf {n} )}{R^{2}(1-\mathbf {\beta } \cdot \mathbf {n} )^{3}}}+{\frac {\mathbf {n} (\mathbf {a} \cdot \mathbf {n} )}{R(1-\mathbf {\beta } \cdot \mathbf {n} )^{3}}}-{\frac {\mathbf {a} }{R(1-\mathbf {\beta } \cdot \mathbf {n} )^{2}}}-{\frac {\mathbf {\beta } (\mathbf {a} \cdot \mathbf {n} )}{R(1-\mathbf {\beta } \cdot \mathbf {n} )^{3}}}-{\frac {\mathbf {\beta } ((\mathbf {\beta } \cdot \mathbf {n} )-\beta ^{2})}{R^{2}(1-\mathbf {\beta } \cdot \mathbf {n} )^{3}}}\right)}
Los dos primeros términos de la fórmula anterior vienen de {\displaystyle -{\tilde {\nabla }}\Phi } y los tres siguientes de {\displaystyle -{\dfrac {\partial \mathbf {A} }{{\tilde {\partial }}t}}}, los términos que no dependen de a dan lugar al campo inducido mientras que los que dependen de a dan lugar al campo radiado, para ver la equivalencia con el campo radiado conviene aprovechar la identidad vectorial {\displaystyle A\times B\times C=(A\cdot C)B-(A\cdot B)C}.
Por otro lado, el campo magnético puede expresarse como:
{\displaystyle \mathbf {B} =q\left({\frac {\mathbf {\beta } \times \mathbf {n} }{R^{2}(1-\mathbf {\beta } \cdot \mathbf {n} )^{2}}}+|\beta |(\mathbf {\beta } \times \mathbf {n} ){\frac {((\mathbf {\beta } /|\beta |)\cdot \mathbf {n} -|\beta |)}{R^{2}(1-\mathbf {\beta } \cdot \mathbf {n} )^{3}}}+{\frac {\mathbf {a} \times \mathbf {n} }{R(1-\mathbf {\beta } \cdot \mathbf {n} )^{2}}}+{\frac {(\mathbf {\beta } \times \mathbf {n} )(\mathbf {a} \cdot \mathbf {n} )}{R(1-\mathbf {\beta } \cdot \mathbf {n} )^{3}}}\right)}
Los dos primeros términos de la expresión anterior son el campo magnético inducido y los dos siguientes términos que dependen de la aceleración son el campo radiado, puede demostrarse que son equivalentes a {\displaystyle \mathbf {n} \times (\mathbf {n} \times ((\mathbf {n} -\mathbf {\beta } )\times \mathbf {a} ))} si bien dicha demostración es tediosa.

## Campo de cargas aceleradas
El campo de una carga en movimiento respecto a un observador se complica notablemente respecto al caso de movimiento uniforme si además de un movimiento relativo la carga presenta un movimiento acelerado respecto a un observador inercial. Los sistemas de referencia relativistas acelerados se denominan Coordenadas de Rindler. A partir de los potenciales de Lienard-Wiechert se obtiene que el campo creado por una carga en movimiento viene dado por:

{\displaystyle \mathbf {E} ={\frac {1}{4\pi \epsilon }}\left[{\frac {q(1-{\frac {v^{2}}{c^{2}}})}{(r-{\frac {\mathbf {r} \cdot \mathbf {v} }{c}})^{3}}}(\mathbf {r} -{\frac {\mathbf {v} }{c}}r)+{\frac {q}{c^{2}(r-{\frac {\mathbf {r} \cdot \mathbf {v} }{c}})^{3}}}\left[\mathbf {r} \times \left((\mathbf {r} -{\frac {\mathbf {v} }{c}}r)\times {\dot {\mathbf {v} }}\right)\right]\right]}

El primer miembro sólo depende de la velocidad y coincide con el campo eléctrico provocado por una carga en movimiento uniforme, a grandes distancias varía según una ley de la inversa del cuadrado 1/R2 y, por tanto, no supone emisión de energía, el segundo miembro depende de la "aceleración retardada" {\displaystyle {\dot {\mathbf {v} }}} y tiene una variación 1/R que representa la intensidad decreciente de una onda esférica de radiación electromagnética, ya que las cargas en movimiento acelerado emiten radiación. La "aceleración retardada" se relaciona con la aceleración convencional mediante:

{\displaystyle {\dot {\mathbf {v} }}={\frac {\partial \mathbf {v} }{\partial t'}}={\frac {\partial \mathbf {v} }{\partial t}}{\frac {\partial t}{\partial t'}}=\mathbf {a} \left(1-{\frac {\mathbf {r} \cdot \mathbf {v} }{rc}}\right)}

siendo {\displaystyle {\frac {\partial \mathbf {v} }{\partial t'}}} la variación de velocidad por unidad de tiempo de la carga medida desde el sistema de referencia inercial del laboratorio. No se debe confundir con la aceleración propia de la carga que sería la variación de velocidad por unidad de tiempo en relación con un sistema inicialmente en reposo con la carga. El término "a" anterior tampoco es la aceleración propia.